# Dolmen de Cazarède
Le dolmen de Cazarède est un dolmen situé à Viala-du-Tarn, dans le département français de l'Aveyron.

## Historique
L'édifice est inscrit au titre des monuments historiques en 1997.

## Description
Le dolmen a été édifié sur une colline dominant la vallée du Tarn. Il a partiellement conservé son tumulus au nord et au sud mais celui-ci est encombré par des épierrements contemporains. C'est un dolmen simple, orienté est-ouest. La chambre est délimitée par deux orthostates de respectivement 2,20 m et 2,40 m de longueur, d'environ 0,75 m de hauteur pour une épaisseur moyenne de 0,30 m. Ces deux orthostates étaient peut-être à l'origine prolongés à l'est par deux autres dalles désormais disparues. Ces dalles sont en grès d'origine locale, des bancs du même type de roche affleurent à quelques centaines de mètres du site. La table de couverture mesure   5,80 m de long sur 2,70 m de large pour une épaisseur variant de 0,20 à 0,50 m. Elle déborde largement de ses piliers. Elle est en gneiss œillé. Le site d'extraction le plus proche n'a pas été localisé mais pourrait être distant de plusieurs kilomètres, ce qui au vu du relief local constitue un véritable défi logistique.
La table de couverture comporte soixante-sept cupules d'origine anthropique de petites dimensions (diamètre de 35 à 70 mm pour une profondeur de 6 à 18 mm) qui pourraient avoir été creusées avec un outil lithique (galet ?). Ces cupules sont parfois regroupées, parfois isolées mais sans aucune liaison entre elles. Elles pourraient être postérieures à l'édification du dolmen.
La chambre a été fouillée à une époque indéterminée mais aucun mobilier issu de cette fouille n'est répertorié. L'acidité du sol local n'est pas propice à la conservation des ossements.